# Unstoppable (álbum de Karol G)
Unstoppable é o álbum de estreia da cantora colombiana Karol G. Foi lançado em 27 de outubro de 2017, pela Universal Music Latino. Composto por treze faixas, o álbum é principalmente um disco de reggaeton e conta com participações especiais de Cosculluela, Ozuna, Bad Bunny, Kevin Roldán e Quavo.
Unstoppable foi apoiado por sete singles: "Casi Nada", "Muñeco de Lego", "Hello" com Ozuna, "A Ella", "Ahora Me Llama" com Bad Bunny, "Eres Mi Todo" com Kevin Roldán e "La Dama" com Cosculluela.
O álbum teve um sucesso comercial moderado. Estreou dentro da Billboard 200 dos EUA e número dois no Top Latin Albums dos EUA.

## Antecedentes
Após o fracasso comercial de sua mixtape Super Single de 2013, Karol G finalmente ganhou força com "Amor de Dos" em colaboração com Nicky Jam. No ano seguinte, Karol G lançou singles independentes e começou a trabalhar em seu álbum de estreia. Em 2015, foram lançadas músicas colaborativas com De La Ghetto e Andy Rivera. Em janeiro de 2016, Giraldo assinou contrato com a Universal Music Latin Entertainment.
Karol G começou a divulgar o lançamento de novas músicas por meio de suas contas nas redes sociais um mês antes. Em 10 de março de 2016, Giraldo anunciou a data oficial de lançamento de "Casi Nada", compartilhando sua capa oficial. A música foi lançada em 18 de março de 2016, como primeiro single do álbum. Em 26 de agosto de 2016, "Muñeco de Lego" foi lançado como segundo single. "Hello" com o rapper porto-riquenho Ozuna, foi lançado como o terceiro single do álbum em 4 de novembro de 2016. "A Ella" foi lançada em 5 de maio de 2017, como o quinto single do álbum. "Ahora Me Llama" com o rapper e cantor porto-riquenho Bad Bunny foi lançado em 26 de maio de 2017. "Eres Mi Todo" com Kevin Roldán  foi lançado em 6 de julho de 2017, como o último single antes do lançamento do álbum.
Em 11 de outubro de 2017, Karol G anunciou a data de lançamento e o título de seu álbum de estreia, Unstoppable, através de suas contas de mídia social. A lista de faixas foi revelada naquele mesmo mês, em 17 de outubro de 2017, com participações especiais de Cosculluela, Ozuna, Bad Bunny, Kevin Roldán e Quavo. O álbum foi lançado oficialmente em 27 de outubro de 2017.

## Lançamento e promoção
O álbum foi lançado em 27 de outubro de 2017, pela Universal Music Latino. Foi lançado em CD, vinil, download digital e streaming.

### Singles
"Casi Nada" foi lançado em 4 de março de 2016, como primeiro single do álbum. Alcançou a posição 33 nos EUA Hot Latin Songs.
"Muñeco de Lego" foi lançado em 26 de agosto de 2016, como segundo single.
"Hello" com o cantor porto-riquenho Ozuna foi lançado como o terceiro single do álbum em 4 de novembro de 2016. Ele alcançou o top quarenta no número 39 no US Hot Latin Songs.
"A Ella" foi lançada em 5 de maio de 2017, como quarto single.
"Ahora Me Llama" com o rapper e cantor porto-riquenho Bad Bunny foi lançado em 26 de maio de 2017, como o quinto single. Alcançou a décima posição no Hot Latin Songs dos EUA e foi certificado RIAA Latin Diamond.
"Eres Mi Todo" com o cantor colombiano Kevin Roldán foi lançado em 6 de julho de 2017, como o sexto single do álbum.
"La Dama" com Cosculluela foi lançado como o sétimo e último single do álbum em 21 de dezembro de 2017.

## Lista de faixas
| N.º            | Título                                           | Compositor(es)                                                                   | Duração |  |
| 1.             | "Ganas De Ti"                                    | Carolina Giraldo Daniel Echavarría Oviedo                                        | 3:47    |  |
| 2.             | "La Dama" (com Cosculluela)                      | Giraldo José Suárez Oviedo                                                       | 3:28    |  |
| 3.             | "Hello" (com Ozuna)                              | Giraldo Juan Rosado Oviedo                                                       | 3:45    |  |
| 4.             | "El Pecado"                                      | Giraldo Oviedo                                                                   | 4:11    |  |
| 5.             | "A Solas"                                        | Giraldo Oviedo                                                                   | 3:50    |  |
| 6.             | "Ahora Me Llama" (com Bad Bunny)                 | Giraldo Benito Martinez Oviedo                                                   | 3:55    |  |
| 7.             | "Eres Mi Todo" (com Kevin Roldán)                | Giraldo Ronny Velasco Toby Letra Fredy Marín Kevin Roldán                        | 4:07    |  |
| 8.             | "Amor No Hay"                                    | Giraldo Oviedo                                                                   | 3:52    |  |
| 9.             | "A Ella"                                         | Giraldo Andrés Torres Mauricio Rengifo                                           | 3:48    |  |
| 10.            | "Muñeco de Lego"                                 | Giraldo Oviedo                                                                   | 3:44    |  |
| 11.            | "Casi Nada"                                      | Giraldo Andy Clay Hector Ruben Rivera Gustavo Alberto GabrielRodriguezEMC Oviedo | 3:38    |  |
| 12.            | "Lo Sabe Dios"                                   | Giraldo Fernando Tobon Oviedo                                                    | 4:27    |  |
| 13.            | "Ahora Me Llama (Remix)" (com Bad Bunny e Quavo) | Giraldo Martinez Quavious Marshall Oviedo                                        | 4:11    |  |
| Duração total: | Duração total:                                   | Duração total:                                                                   | 51:43   |  |